# Domenico Maria Jacobini
Domenico Maria Jacobini (Roma, 3 de setembro de 1837 - 1 de fevereiro de 1900) foi um cardeal da Igreja Católica italiano, cardeal-vigário de Roma.

## Biografia
Recebeu o sacramento da confirmação em 9 de março de 1845. O cardeal Costantino Patrizi Naro apoiou seus primeiros estudos no seminário. Estudou no Seminario Romano, onde obteve o doutorado em filosofia em 10 de setembro de 1856, teologia em 12 de setembro de 1860 e utroque iuri em direito canônico e civil em 28 de junho de 1863.
Foi ordenado padre em 7 de abril de 1860. Foi nomeado oficial na Congregação de Propaganda Fide em 28 de novembro de 1866. No Seminário Romano, foi professor de grego, a partir de 21 de agosto de 1868 e prefeito de estudos, em 19 de novembro de 1880. Nomeado Substituto no Secretariado de Resumos Apostólicos em 1 de junho de 1874, depois foi nomeado Prelado Doméstico de Sua Santidade em 2 de agosto de 1877. Em 19 de setembro de 1879, foi nomeado Secretário da Congregação dos Assuntos Eclesiásticos Extraordinários. Em 16 de novembro de 1880, foi nomeado pró-bibliotecário da Biblioteca Vaticana, além de cônego da Basílica de São Pedro. Foi nomeado prefeito de estudos do Pontifício Ateneu Romano Santo Apolinário de Roma, em 18 de novembro de 1880. Era um ferrenho defensor do Papado na Questão Romana.
Foi eleito arcebispo-titular de Tiro em 4 de agosto de 1881, sendo consagrado em 14 de agosto, no altar da Cátedra da Basílica de São Pedro, por Edoardo Borromeo, arcipreste da Basílica Vaticana, assistido por Alessandro Sanminiatelli Zabarella, Esmolér de Sua Santidade e por Francesco Folicaldi, cônego do capítulo da Basílica Vaticana. Foi incumbido de avaliar como estava o movimento católico naquele momento na Itália e reavivá-lo. Em 31 de março de 1882, foi nomeado secretário da Congregação de Propaganda Fide. Em 16 de junho de 1891, foi nomeado núncio apostólico em Portugal, onde permaneceu até 22 de junho de 1896. Nos cinco anos passados em Lisboa, o prelado, para além de dar "provas manifestas do seu tacto diplomático, prestando serviços especiais e conspícuos à Santa Sé", tratou do movimento católico português, promovendo estudos e iniciativas de carácter social, fundando, a exemplo do italiano, a Sociedade da Juventude Católica, incrementando a imprensa católica, dando vida a um partido de inspiração cristã nas Cortes Gerais.
Foi criado cardeal pelo Papa Leão XIII, no Consistório de 22 de junho de 1896, recebendo o barrete vermelho e o título de cardeal-presbítero de Santos Marcelino e Pedro em 3 de dezembro. Exerceu a função de Camerlengo do Sagrado Colégio dos Cardeais, de 19 de abril de 1897 a 24 de março de 1898. Tornou-se o Vigário Geral de Sua Santidade para a Cidade de Roma em 14 de dezembro de 1899.
Faleceu em 1 de fevereiro de 1900, em Roma, depois de sofrer por algum tempo de diabetes, nefrite e insuficiência cardíaca. Foi velado na Basílica dos Santos Doze Apóstolos e sepultado no cemitério Campo di Verano.